# Ceraeochrysa valida
Ceraeochrysa valida is een insect uit de familie van de gaasvliegen (Chrysopidae), die tot de orde netvleugeligen (Neuroptera) behoort. 
Ceraeochrysa valida is voor het eerst wetenschappelijk beschreven door Banks in 1895.